# Tom Conway
Tom Conway, pseudonimo di Thomas Charles Sanders (San Pietroburgo, 15 settembre 1904 – Culver City, 22 aprile 1967), è stato un attore britannico.

## Biografia
Nato da genitori inglesi a San Pietroburgo (Russia), allo scoppio della Rivoluzione si trasferì con la famiglia in Inghilterra. Suo fratello fu l'attore George Sanders e nell'ambiente cinematografico corse la voce secondo la quale Conway perdette con il fratello una scommessa a testa o croce per chi dei due dovesse cambiare nome per non creare confusione tra loro. Conway terminò gli studi alla Bedales School, da cui fu espulso, e al Brighton College, che frequentò assieme a suo fratello George.
Convinto da George a tentare la carriera di attore, Conway lavorò per qualche tempo alla radio e in teatro, dopodiché decise di partire per Hollywood, dove firmò un contratto con la casa produttrice MGM per interpretare ruoli di secondo piano. Di alta statura, attraente ed elegante, Conway somigliava molto al fratello per i modi aristocratici, pur non possedendo lo charme e lo stile tanto personali di George, dal quale fu spesso messo in ombra durante la sua carriera.
Nel 1942 Conway passò alla RKO e recitò insieme con il fratello nel film The Falcon's Brother (1942). Dopo questo film Sanders lasciò definitivamente il ruolo di Dick Lawrence, l'investigatore e avventuriero chiamato "il Falcone" e lasciò il posto a Conway che, nel ruolo del fratello Tom Lawrence, divenne il nuovo "Falcone" e interpretò il personaggio in altre successive nove pellicole. I due fratelli torneranno a lavorare insieme sul grande schermo in un'unica occasione, per il film Il diabolico avventuriero (1956). Conway è noto inoltre per essere stato interprete di tre celebri film horror hollywoodiani prodotti per la RKO da Val Lewton, Il bacio della pantera (1942), La settima vittima (1943), in entrambi i quali impersonò lo psichiatra Louis Judd, e Ho camminato con uno zombi (1943).
Nel 1951 sostituì Vincent Price nell'interpretazione radiofonica della serie mystery Il Santo, ereditando il ruolo di Simon Templar che suo fratello George Sanders aveva più volte interpretato sul grande schermo tra la fine degli anni trenta e l'inizio degli anni quaranta. Lavorò con una certa regolarità fino al 1960, partecipando al doppiaggio del film di animazione La carica dei cento e uno (1961), ma la sua carriera declinò inesorabilmente. Nonostante avesse guadagnato una fortuna nel periodo d'oro della sua carriera hollywoodiana, Conway cadde in una condizione miserevole e fu vittima dell'alcolismo, di cui morì nel 1967, all'età di 62 anni.

## Filmografia

### Cinema
- Sky Murder, regia di George B. Seitz (1940)
- Il processo di Mary Dugan (The Trial of Mary Dugan), regia di Norman Z. McLeod (1941)
- Pancho il messicano (The Bad Man), regia di Richard Thorpe (1941)
- Il tesoro segreto di Tarzan (Tarzan's Secret Treasure), regia di Richard Thorpe (1941)
- Rio Rita, regia di S. Sylvan Simon (1942)
- Grand Central Murder, regia di S. Sylvan Simon (1942)
- La signora Miniver (Mrs. Miniver), regia di William Wyler (1942) (non accreditato)
- The Falcon's Brother, regia di Stanley Logan (1942)
- Il bacio della pantera (Cat People), regia di Jacques Tourneur (1942)
- The Falcon Strikes Back, regia di Edward Dmytryk (1943)
- Ho camminato con uno zombi (I Walked with a Zombie), regia di Jacques Tourneur (1943)
- Il Falco in pericolo (The Falcon in Danger), regia di William Clemens (1943)
- La settima vittima (The Seventh Victim), regia di Mark Robson (1943)
- The Falcon and the Co-eds, regia di William Clemens (1943)
- The Falcon Out West, regia di William Clemens (1944)
- Notte d'avventura (A Night of Adventure), regia di Gordon Douglas (1944)
- The Falcon in Mexico, regia di William Berke (1944)
- Il Falco a Hollywood (The Falcon in Hollywood), regia di Gordon Douglas (1944)
- Il coraggio delle due (Two O'Clock Courage), regia di Anthony Mann (1945)
- The Falcon in San Francisco, regia di Joseph H. Lewis (1945)
- Sangue all'alba (Whistle Stop), regia di Léonide Moguy (1946)
- The Falcon's Alibi, regia di Ray McCarey (1946)
- Criminal Court, regia di Robert Wise (1946)
- The Falcon's Adventure, regia di William Berke (1946)
- Luna di miele perduta (Lost Honeymoon), regia di Leigh Jason (1947)
- Un tranquillo week-end di fortuna (Fun on a Weekend), regia di Andrew L. Stone (1947)
- Dimmi addio (Repeat Performance), regia di Alfred L. Werker (1947)
- Il bacio di Venere (One Touch of Venus), regia di William A. Seiter (1948)
- Femmine bionde (Painting the Clouds with the Sunshine), regia di David Butler (1951)
- Bride of the Gorilla, regia di Curt Siodmak (1951)
- Le avventure di Peter Pan, regia di Clyde Geronimi e Wilfred Jackson (1953) - voce
- Tarzan e i cacciatori d'avorio (Tarzan and the She-Devil), regia di Kurt Neumann (1953)
- Il principe coraggioso (Prince Valiant), regia di Henry Hathaway (1954)
- L'ultimo uomo da impiccare (The Last Man to Hang?), regia di Terence Fisher (1956)
- The She-Creature, regia di Edward L. Cahn (1956)
- Il diabolico avventuriero (Death of a Scoundrel), regia di Charles Martin (1956)
- Voodoo Woman, regia di Edward L. Cahn (1957)
- La guerra di domani (Atomic Submarine), regia di Spencer Gordon Bennet (1959)
- 12 to the Moon, regia di David Bradley (1960)
- La carica dei cento e uno (One Hundred and One Dalmatians), regia di Clyde Geronimi, Hamilton Luske e Wolfgang Reitherman (1961) - voce
- La signora e i suoi mariti (What a Way to Go!), regia di J. Lee Thompson (1964) (non accreditato)

### Televisione
- Mark Saber – serie TV, 64 episodi (1951-1953)
- The 20th Century-Fox Hour – serie TV, episodio 2x02 (1956)
- Assignment Foreign Legion – serie TV, episodio 1x02 (1956)
- Cheyenne – serie TV, 1 episodio (1957)
- Gli uomini della prateria (Rawhide) – serie TV, episodio 1x01 (1959)
- Tightrope – serie TV, episodio 1x10 (1959)
- The Betty Hutton Show – serie TV, 8 episodi (1959-1960)
- Alfred Hitchcock presenta (Alfred Hitchcock Presents) – serie TV, 3 episodi (1957-1960)
- Have Gun - Will Travel – serie TV, episodio 5x03 (1961)
- Avventure in paradiso (Adventures in Paradise) – serie TV, episodio 2x27 (1961)
- The Dick Powell Show – serie TV, episodio 1x13 (1961)
- Perry Mason – serie TV, 1 episodio (1964)

## Doppiatori italiani
Nelle versioni in italiano delle opere in cui ha recitato, Tom Conway è stato doppiato da:
- Adolfo Geri ne Il bacio della pantera
- Sandro Ruffini in Sangue all'alba
- Mario Pisu in Dimmi addio
- Cesare Fantoni ne Il principe coraggioso
- Gualtiero De Angelis ne Il diabolico avventuriero
- Natalino Libralesso in Ho camminato con uno zombi (doppiaggio tardivo)

Da doppiatore è sostituito da:
- Stefano Sibaldi ne Le avventure di Peter Pan
- Sergio Tedesco ne La carica dei cento e uno (presentatore TV)
- Emilio Cigoli ne La carica dei cento e uno (collie)
- Renato Izzo ne Le avventure di Peter Pan (ridoppiaggio)